# Selenkay
Selenkay es una serie de televisión de fantasía y suspenso adolescente argentina producida por Metrovisión Producciones para Disney+ y Disney Channel, estrenada en 2024.La trama sigue a Sofía, una adolescente que descubre que posee un poder relacionado con el agua en un pequeño pueblo en la Patagonia argentina. Está protagonizada por Gina Mastronicola, Manuel Ramos, Alejandro Paker, María Zubiri, Luisina Arito, Julián Caballero, Valentín Villafañe y Francisco Vázquez.
La serie se estrenó el 17 de agosto de 2024 en Disney Channel y el 21 de agosto de 2024 la primera temporada fue lanzada en su totalidad en Disney+. Luego de su estreno en televisión, Disney confirmó que la serie fue renovada para una segunda temporada, la cual fue estrenada el 4 de abril de 2025 en Disney Channel.

## Sinopsis
Sofía (Gina Mastronicola) es una adolescente de 16 años que se muda con su familia a Río Vivo, un pequeño pueblo en la montaña, donde descubre que tiene un extraño poder vinculado con el agua. Al mismo tiempo, llegan al pueblo los extraños hermanos Fénix, de los cuales uno capta la atención de Sofía, que no puede evitar sentirse atraída por Gael (Manuel Ramos) con quien establece una conexión profunda, a pesar de que sus familias estén en contra. Mientras tanto, Sofía va advirtiendo las implicancias de su poder y comprendiendo quién es realmente, pero sus descubrimientos pondrán en jaque todo lo que ella conoce hasta el momento.

## Elenco

### Principal
- Gina Mastronicola como Sofía Rivera
- Manuel Ramos como Gael Fénix
- Alejandro Paker como Pedro Rivera
- María Zubiri como Iris Rivera
- Luisina Arito como Flox Rivera
- Julián Caballero como Lupo Rivera
- Valentín Villafañe como Rafael Fénix
- Francisco Vázquez como Micael Fénix
- Canela Arregui como Alexia (temporada 2)
- Ludovico Di Santo como Kiran (temporada 2; invitado, temporada 1)

### Secundario
- Thais Rippel como Diana Alves
- Nahuel Pirovano como Tacu Adek
- Carolina Kopelioff como Emilia Frank
- Lucía Tuero como Vicky
- Charo Bogarín como Navera Adek
- Mónica Antonópulos como Aurora
- Mario Alarcón como Lucio
- Joaquín Berthold como Patrick Robinson
- Gustavo Masó como Eduardo Frank

## Episodios
| Temporada | Temporada | Episodios | Episodios | Emisión original     | Emisión original        |
| Temporada | Temporada | Episodios | Episodios | Primera emisión      | Última emisión          |
| --------- | --------- | --------- | --------- | -------------------- | ----------------------- |
|           | 1         | 8         | 8         | 17 de agosto de 2024 | 8 de septiembre de 2024 |
|           | 2         | 8         | 8         | 4 de abril de 2025   | 25 de abril de 2025     |

### Primera temporada (2024)
| N.º en serie | N.º en temp. | Título                   | Dirigido por                   | Escrito por                 | Estreno en Disney Channel | Estreno en Disney+   |
| ------------ | ------------ | ------------------------ | ------------------------------ | --------------------------- | ------------------------- | -------------------- |
| 1            | 1            | «Bienvenidos a Río Vivo» | Joaquín Cambré y Eduardo Pinto | Pablo Lago y Susana Cardozo | 17 de agosto de 2024      | 21 de agosto de 2024 |
| 2            | 2            | «Rara»                   | Martín Saban                   | Pablo Lago y Susana Cardozo | 18 de agosto de 2024      | 21 de agosto de 2024 |
| 3            | 3            | «Bajo presión»           | Joaquín Cambré y Eduardo Pinto | Pablo Lago y Susana Cardozo | 24 de agosto de 2024      | 21 de agosto de 2024 |
| 4            | 4            | «Fénix»                  | Martín Saban                   | Pablo Lago y Susana Cardozo | 25 de agosto de 2024      | 21 de agosto de 2024 |
| 5            | 5            | «Despertar»              | Joaquín Cambré y Eduardo Pinto | Pablo Lago y Susana Cardozo | 31 de agosto de 2024      | 21 de agosto de 2024 |
| 6            | 6            | «Iniciación»             | Joaquín Cambré y Eduardo Pinto | Pablo Lago y Susana Cardozo | 1 de septiembre de 2024   | 21 de agosto de 2024 |
| 7            | 7            | «Identidad»              | Martín Saban                   | Pablo Lago y Susana Cardozo | 7 de septiembre de 2024   | 21 de agosto de 2024 |
| 8            | 8            | «Aurora»                 | Martín Saban                   | Pablo Lago y Susana Cardozo | 8 de septiembre de 2024   | 21 de agosto de 2024 |

### Segunda temporada (2025)
| N.º en serie | N.º en temp. | Título                        | Dirigido por | Escrito por                 | Estreno en Disney Channel | Estreno en Disney+ |
| ------------ | ------------ | ----------------------------- | ------------ | --------------------------- | ------------------------- | ------------------ |
| 9            | 1            | «Eclipse»                     | —            | Pablo Lago y Susana Cardozo | 4 de abril de 2025        | —                  |
| 10           | 2            | «¡Bienvenida, Alexia!»        | —            | Pablo Lago y Susana Cardozo | 4 de abril de 2025        | —                  |
| 11           | 3            | «La marcha de los rebeldes»   | —            | Pablo Lago y Susana Cardozo | 11 de abril de 2025       | —                  |
| 12           | 4            | «Adivina quien viene a cenar» | —            | Pablo Lago y Susana Cardozo | 11 de abril de 2025       | —                  |
| 13           | 5            | «No juegues con fuego...»     | —            | Pablo Lago y Susana Cardozo | 18 de abril de 2025       | —                  |
| 14           | 6            | «...porque te vas a quemar»   | —            | Pablo Lago y Susana Cardozo | 18 de abril de 2025       | —                  |
| 15           | 7            | «Verdad o consecuencia»       | —            | Pablo Lago y Susana Cardozo | 25 de abril de 2025       | —                  |
| 16           | 8            | «Klamad»                      | —            | Pablo Lago y Susana Cardozo | 25 de abril de 2025       | —                  |

## Desarrollo

### Producción
En octubre del 2021, se informó que la productora Metrovisión estaba trabajando en una nueva serie infantojuvenil con locaciones en Bariloche, siendo dirigida por Martín Saban y Joaquín Cambré. En diciembre del mismo año, Disney dio luz verde a la producción de la serie y reveló que el título sería Selenkay. La serie estaba prevista para ser uno de los contenidos originales de Disney+, pero se convirtió en un programa original de Disney Channel, cuyo estreno fue programado para el 17 de agosto de 2024.

### Rodaje
La fotografía principal de la serie inició en diciembre del 2021 en Bariloche, Río Negro. En febrero del 2022, el rodaje tuvo lugar en El Bolsón.

### Casting
En diciembre del 2021, se anunció que Gina Mastronicola, Manuel Ramos, Mónica Antonópulos y Carolina Kopelioff encabezaban el elenco principal de la serie, mientras que Alejandro Paker, María Zubiri, Julián Caballero, Luisina Arito, Valentín Villafañe, Francisco Vázquez, Nahuel Pirovano, Thais Rippel, Charo Bogarín, Joaquín Berthold, Gustavo Masó, Mario Alarcón y Lucía Tuero estarían en papeles de reparto.En octubre de 2024, se confirmaron las incoporaciones de Ludovico Di Santo y Canela Arregui al elenco de la segunda temporada.